# Берна, Телл
Телл Ширндинг Берна (англ. Tell Schirnding Berna, 24 июля 1891 — 5 апреля 1975) — американский легкоатлет, олимпийский чемпион.
Телл Берна родился в 1891 году в деревне Пелхам-Манор (округ Уэстчестер штата Нью-Йорк). В 1912 году он установил рекорд США в беге на 2 мили (который продержался 20 лет), а на Олимпийских играх в Стокгольме завоевал золотую медаль в командном забеге на 3000 м (на дистанции в 5000 м он стал 5-м в личном зачёте).
Закончив в 1912 году Корнеллский университет, Телл Берна стал работать в области машиностроения, и в 1937 году стал генеральным секретарём National Machine Tools Business Association.